# Contea di Sierra (California)
La contea di Sierra, in inglese Sierra County, negli Stati Uniti d'America, è una contea della California, a nord est di Sacramento, sul confine con il Nevada. Nel 2000 aveva 3 555 abitanti. Il capoluogo è Downieville.

## Geografia
La contea si trova nel nord-est dello Stato, al confine con il Nevada. Si colloca sulla Sierra Nevada. La cresta della catena divide la contea a metà: a ovest il territorio è montuoso e ricoperto di foreste; a est si estende l'altopiano della Sierra Valley. Nella contea si trovano diversi laghi e fiumi.

### Contee confinanti
- Contea di Plumas - nord
- Contea di Lassen - nord-est
- Contea di Wahoe (Nevada) - est
- Contea di Nevada - sud
- Contea di Yuba - ovest

## Storia
L'area era abitata da nativi Maidu e Washoe. La contea fu creata nel 1852 dalla parte est della contea di Yuba. Il nome deriva dalla catena montuosa in cui si trova, Sierra Nevada.

## Comuni
L'unica city incorporata è Loyalton.

### Census-designated places
- Alleghany
- Calpine
- Downieville (capoluogo)
- Goodyears Bar
- Pike
- Sattley
- Sierra Brooks
- Sierra City
- Sierraville
- Verdi